# آراتزو
آراتزو (به اسپانیایی: Arrazua) یک دهستان در اسپانیا است که در Busturialdea واقع شده‌است. آراتزو ۱۰٫۳۴ کیلومتر مربع مساحت و ۳۹۸ نفر جمعیت دارد و ۴۰ متر بالاتر از سطح دریا واقع شده‌است.